# Božidara
Božidara je žensko osebno ime.

## Izvor imena
Ime Božidara je ženska oblika imena Božidar 

## Različice imena
Boža, Božana, Božanka, Božena, Boženka, Božeslava, Božica, Božidarka, Božidara

## Pogostost imena
Po podatkih Statističnega urada Republike Slovenije je bilo na dan 31. decembra 2007 v Sloveniji število ženskih oseb z imenom Božidara: 191.

## Osebni praznik
Osebe z imenom Božidara godujejo takrat kot osebe z imenom Božidar in Teodor.